# Same de Ter
Le same de Ter est une langue same parlée par les Samis du nord-est de la péninsule de Kola, en Russie, notamment dans le raïon de Ter. C'est une langue presque disparue : en 2004, dix personnes parlaient le same de Ter, et en 2010 seulement deux.